# Edward McKnight Kauffer
Pour les articles homonymes, voir McKnight.
Edward McKnight Kauffer, né le 14 décembre 1890 à Great Falls (Montana) et mort le 22 octobre 1954 à New York, est un artiste et graphiste américain qui a vécu pendant une grande partie de sa vie au Royaume-Uni. Il a travaillé principalement dans l'art de l'affiche, mais était également actif en tant que peintre, illustrateur de livres et scénographe au théâtre.
Il a fait partie de Group X.

## Biographie
Edward McKnight Kauffer étudie l'art d'abord au San Francisco Art Institute, puis à l'Art Institute of Chicago. À l'âge de 23 ans, il part étudier à l'Académie Moderne de Paris, pour découvrir l'esthétique d'avant-garde européenne. 
Il s'installe en 1914 à Londres. Il se rapproche des Omega Workshops, et produit entre autres des motifs destinés à des pièces textiles. En 1915, il reçoit commande d'une première affiche, destinée au London Underground.
Roger Fry écrit la préface au catalogue de sa première exposition d'aquarelles tenue à Birmingham durant l'été 1917.
En 1921, McKnight Kauffer décide de se consacrer entièrement à la production d'affiches.

## Affiches

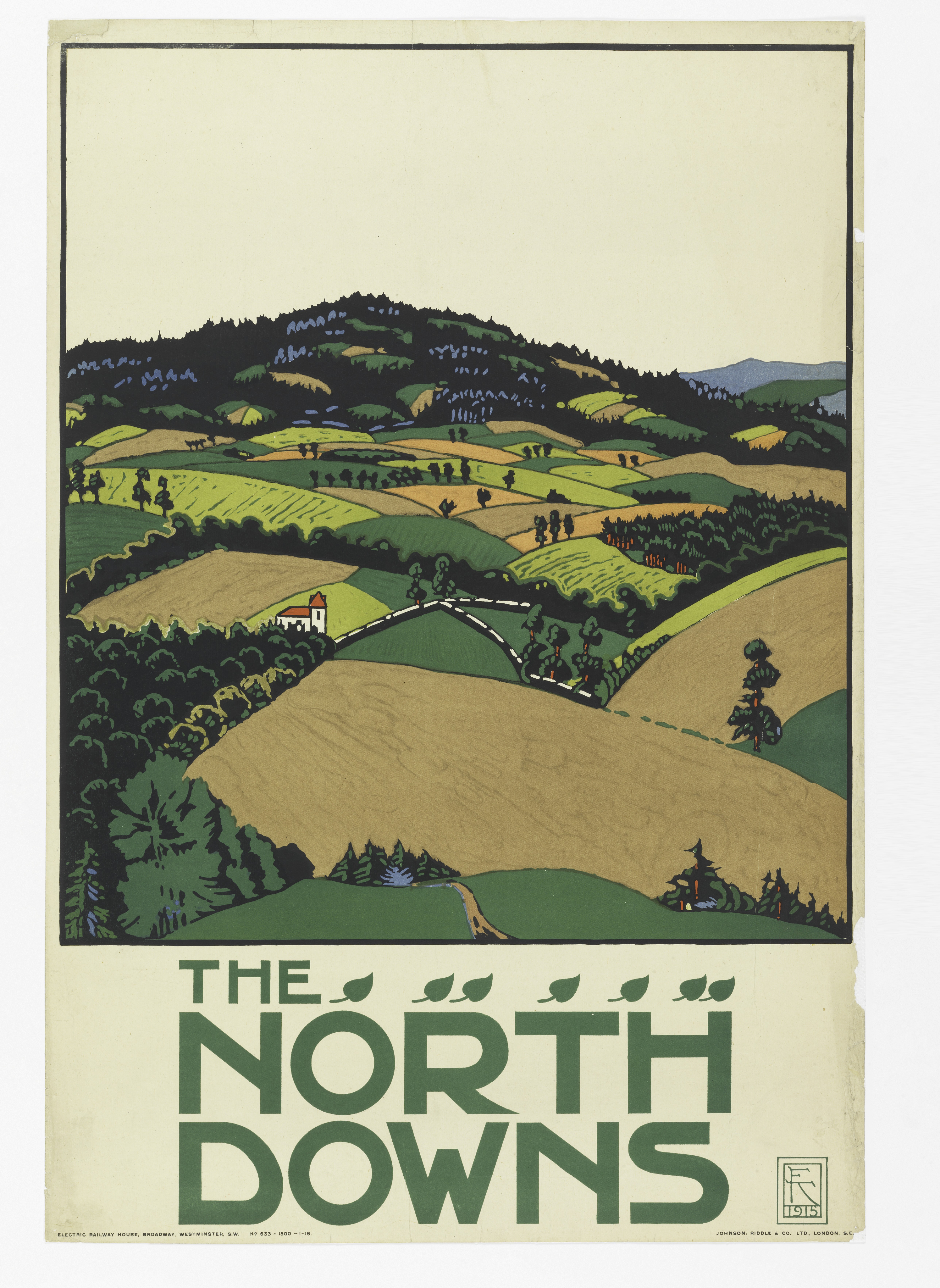
The North Downs, London Underground, affiche, 1915.

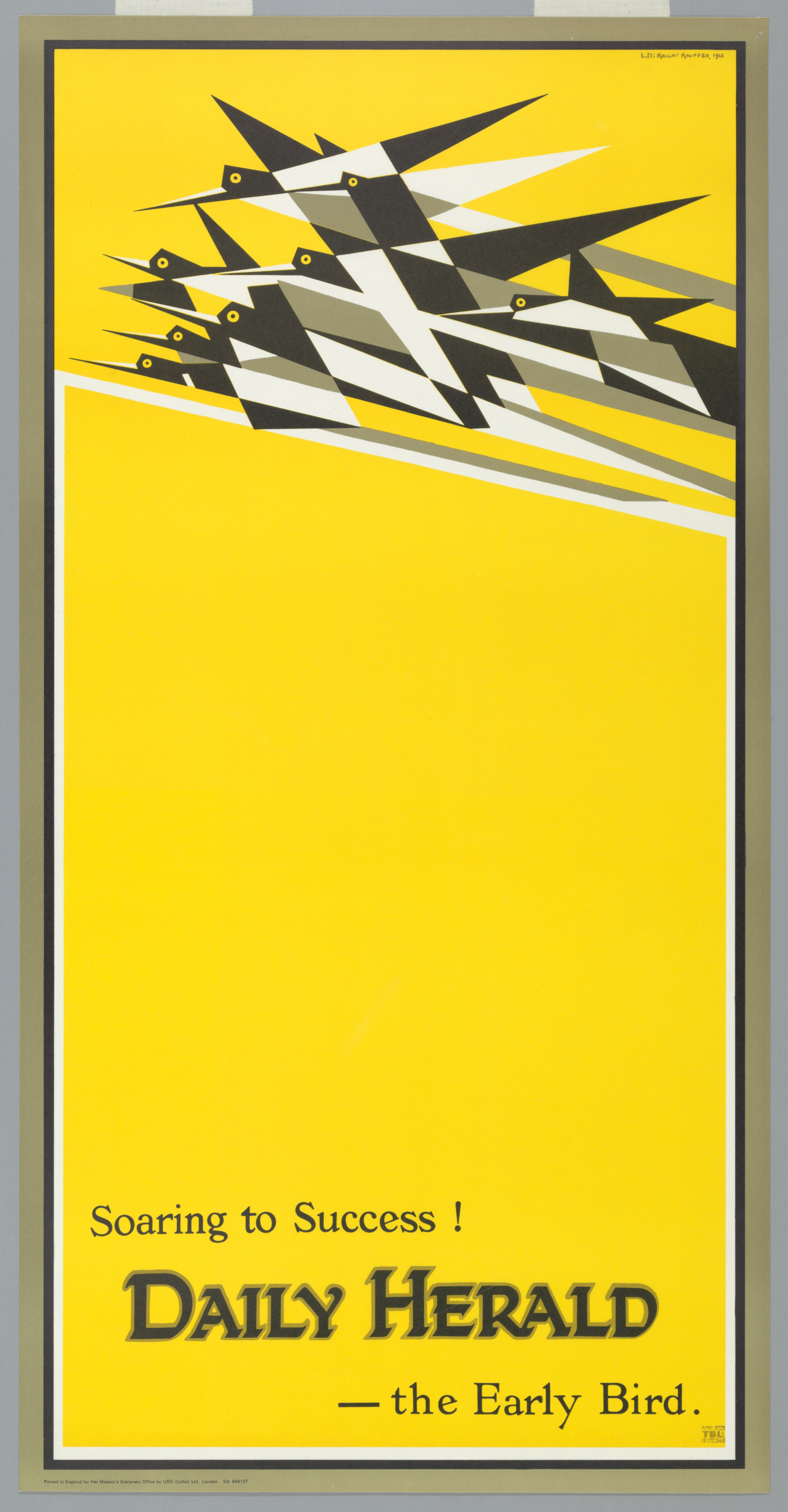
Soaring to Success. The Daily Herald. The Early Bird, affiche, 1918.

- The Early Birds. The Daily Herald, 1914-1919.